# Gardschütz
Gardschütz ist ein Ortsteil von Nobitz im Landkreis Altenburger Land in Thüringen.

## Lage
Gardschütz liegt im Pleißetal sechs Kilometer südlich von Altenburg und nördlich von Saara an der Bundesstraße 93. Außerdem berührt den Ort die Bahnstrecke Leipzig–Hof mit einem Bahnhof.
Die Gemarkung des Ortsteils befindet sich auch am Rande der Leipziger Tieflandbucht im Altenburg-Zeitzer  Lösshügelland. Der Ort besteht aus zwei räumlich voneinander getrennten Teilen. Einerseits den heutigen Ort mit der Mühle, drei Häusern und vier landwirtschaftlichen Gebäuden und andererseits einen Teil der zur Agglomeration von Lehndorf gehört, so zählt der nordöstliche Teil von Lehndorf rund um dem Bahnhof mit dem Sägewerk und dem denkmalgeschützten Kornhaus noch zu Gardschützer Gemarkung. Bis 2013 gehörte noch der nördliche Teil des Lehndorfer Siedlungsgebietes zu Gardschützer Gemarkung, wurde allerdings in jenem Jahr Lehndorf zugeordnet.

## Geschichte
Im Jahr 1347 wurde der Ort erstmals urkundlich erwähnt. Das Dorf geht jedoch von 1378 aus. Gardschütz ist eine sorbische Gründung. Vermutlich zwischen 1270 und 1280 erhielt das Kloster Grünhain das Gebiet um Gardschütz als Lehen. Die Bauern im damaligen slawischen Weiler konnten den Druck der Mönche des benachbarten Klosters nicht widerstehen, so dass der Gardschützer Klosterhof das Land übernehmen konnte. Das Klostergut wurde immer größer, so dass dessen Herrschaft sich außerdem auf die Orte Göhren, Illsitz, Goldschau, Oberarnsdorf, Remsa, Zechau und Zschaiga ausdehnte. Im Jahr 1535 wurde das Kloster säkularisiert. Das Klostergut in Gardschütz wurde in ein Rittergut umgewandelt. 1544 fiel das Land an Bauern in Gardschütz, Lehndorf und Heiligenleichnam.
Gardschütz gehörte zum wettinischen Amt Altenburg, welches ab dem 16. Jahrhundert aufgrund mehrerer Teilungen im Lauf seines Bestehens unter der Hoheit folgender Ernestinischer Herzogtümer stand: Herzogtum Sachsen (1554 bis 1572), Herzogtum Sachsen-Weimar (1572 bis 1603), Herzogtum Sachsen-Altenburg (1603 bis 1672), Herzogtum Sachsen-Gotha-Altenburg (1672 bis 1826). Bei der Neuordnung der Ernestinischen Herzogtümer im Jahr 1826 kam der Ort wiederum zum Herzogtum Sachsen-Altenburg.
Nach der Verwaltungsreform im Herzogtum gehörte er bezüglich der Verwaltung zum Ostkreis (bis 1900) bzw. zum Landratsamt Altenburg (ab 1900). Das Dorf gehörte ab 1918 zum Freistaat Sachsen-Altenburg, der 1920 im Land Thüringen aufging. 1922 kam es zum Landkreis Altenburg.
Am 1. Juli 1950 wurde Gardschütz nach Lehndorf eingemeindet. Bei der zweiten Kreisreform in der DDR wurden 1952 die bestehenden Länder aufgelöst und die Landkreise neu zugeschnitten. Somit kam Gardschütz als Ortsteil von Lehndorf mit dem Kreis Altenburg an den Bezirk Leipzig, der seit 1990 als Landkreis Altenburg zu Thüringen gehörte und 1994 im Landkreis Altenburger Land aufging. Mit dem Aufgehen der Gemeinde Lehndorf in der Einheitsgemeinde Saara wurde Gardschütz am 1. Januar 1996 ein Ortsteil dieser Gemeinde, bis diese wiederum am 31. Dezember 2012 zu Nobitz kam. Heute leben etwa 5 Personen im Ortsteil.

## Sehenswürdigkeiten
Gardschütz ist bekannt für seine Mühle, die sich seit 1990 wieder in Familienbesitz befindet und noch in Betrieb ist. Sie wurde 1972 verstaatlicht und 1977 mit den Mühlenwerken Saara zusammengeschlossen. Die Mühle arbeitet mit einer Turbine, die durch die Pleiße angetrieben wird und benötigt daher nur etwa die Hälfte an Elektroenergie. Außerdem ist ein Restaurant darin untergebracht. Neben der Mühle führt eine genietete Eisenfachwerk-Fußgängerbrücke über die Pleiße, sie steht unter Denkmalschutz. Die über Jahre gesperrte Brücke über die Bahnstrecke zum Kornhaus bei Lehndorf wurde 2014 im Zuge des Ausbaus der Bahnstrecke abgerissen.

## Kfz-Verkehr
An der an dem Ort vorbeiführenden Bundesstraße 93 befindet sich seit 1997 eine Automatische Zählstelle der Bundesanstalt für Straßenwesen, die das Verkehrsaufkommen bestimmt. Sie besitzt die Zählstellennummer 4474. Der DTV (Durchschnittliches Tägliches Verkehrsaufkommen) lag 2014 bei 7767 Kfz am Tag, mit einem Schwerverkehrsanteil von 9,8 %. Damit ist das Verkehrsaufkommen seit 2009 weitgehend stabil.